# Башкортостан (газета)
Башкортостан (башк. Башҡортостан) — громадсько-політична газета, що видається в м. Уфа (Російська Федерація, Республіка Башкортостан). Виходить 5 разів на тиждень башкирською мовою. Засновники — Державні Збори — Курултай Республіки Башкортостан і Уряд Республіки Башкортостан. Газета висвітлює суспільно-політичні події, що відбуваються в республіці, досягнення в різних галузях суспільного життя, а також публікує матеріали з історії та культури башкирського народу. Є наймасовішою в світі газетою башкирською мовою.

## Історія
Газета почала видаватися в Оренбурзі з 1 березня 1918 під назвою «Башкурдістан» (всього вийшло 5 номерів). З 14 вересня 1919 до 27 січня 1921 року й з 12 квітня 1921 року до 25 вересня 1922 видавалася в Стерлітамаку під назвою «Башҡортостан хәбәрҙәре» («Вісті Башкирії»), з 18 лютого до 23 березня 1921 виходила під назвою «Кизил Курай». З 1922 року видавалася в Уфі під назвою «Башкурдістан» башкирською і татарською мовами. З 1924 року після розділення редакції стала одномовною. З 1929 року виходить щодня. У 1937 газета змінила назву на «Qьđьl Başqortostan» (Ҡиҙил Башҡортостан, «Червона Башкирія»), в 1951 — на «Рада Башҡортостани» («Радянська Башкирія»), а в 1990 році отримала сучасну назву.
З 2001 року по 2007 рік один раз на місяць видавався додаток «Новини Нефтекамську» («Нефтекама яңилиҡтари») башкирською мовою.

## Головні редактори
- Кульмухаметов Хісмат Хайрулович (з 1945 до 1950 року)
- Нафіков Валі Валієвич (з 1958 року)
- Ісмагілов Абдула Гініятович (з 1966 року)
- Аюпов Мансур Анварович (з 1986 року)
- Сагітов Талгат Нігматуллович (з 1990 року)
- Кінзябаєв Раліф Мустакімович (з 1999 року)
- Салімов Ніязбай Булатбаєвич (з 2011 року)
- Юлдашбаев Азамат Рамилєвич (з 2015 року)
- Ісхаков Вадут Гайфуллович (з 2018 року)

## Нагороди
- Орден Трудового червоного прапора (1968 рік)[2].